# Sáchica

Localização de Sachica no departamento de Boyacá.

Sachica é um município no departamento de Boyacá, na Colômbia.